# Kilang Papan
Kilang Papan is een bestuurslaag in het regentschap Tapanuli Selatan van de provincie Noord-Sumatra, Indonesië. Kilang Papan telt 437 inwoners (volkstelling 2010).